# Gare d’Is-sur-Tille
Gare d'Is-sur-Tille – stacja kolejowa w Is-sur-Tille, w departamencie Côte-d’Or, w regionie Burgundia-Franche-Comté, we Francji. Jest zarządzany przez SNCF (budynek dworca) i przez RFF (infrastruktura). 
Stacja jest obsługiwany przez pociągi TER Bourgogne. 

## Linie kolejowe
- Dijon – Is-sur-Tille
- Is-sur-Tille – Culmont - Chalindrey
- Saint-Julien – Gray